# Wilhelm Reitz
Wilhelm Reitz (* 23. September 1904 in Heuchelheim; † 25. Juli 1980 in Wetzlar) war ein deutscher Politiker (SPD).

## Leben und Beruf
Nach dem Besuch der Volksschule und der Gewerblichen Berufsschule absolvierte Reitz von 1918 bis 1921 eine Lehre als Buchbinder, die er mit der Gesellenprüfung abschloss. Im Anschluss bildete er sich bis 1924 an Volkshochschulen, insbesondere in Marburg, fort. Er schloss sich 1919 der Gewerkschaft an und war seit 1923 Funktionär des Verbandes der Buchbinder und Papierarbeiter Deutschlands.
Reitz wurde 1933 aus politischen Gründen für einige Wochen in „Schutzhaft“ genommen. Er bestand 1935 die Meisterprüfung im Kartonagenhandwerk und war danach als Leiter einer Kartonagenabteilung tätig. 
1944/45 nahm er als Soldat am Zweiten Weltkrieg teil. Bei Kriegsende geriet er in französische Gefangenschaft. 
Seit 1945 war er Mitglied des Betriebsrates und 1948 wurde er Vorsitzender der IG Chemie, Papier, Keramik in Gießen.

## Partei
Reitz trat 1923 in die SPD ein. Er war seit 1947 Vorsitzender des Ortsverbandes, seit 1950 des Kreisverbandes und seit 1951 des Unterbezirkes der Sozialdemokraten in Wetzlar. Außerdem gehörte er seit 1952 dem Landesausschuss der SPD Hessen an.

## Abgeordneter
Reitz war von 1946 bis 1952 Stadtverordneter in Wetzlar und dort von 1949 bis 1952 Vorsitzender der SPD-Fraktion. Dem Deutschen Bundestag gehörte er von 1953 bis 1969 an. Im Parlament vertrat er den Wahlkreis Wetzlar.

## Öffentliche Ämter
Reitz war seit 1952 ehrenamtlicher Stadtrat (Schuldezernat) bei der Stadtverwaltung Wetzlar.

## Ehrungen
- Wilhelm-Reitz-Haus der AWO in Wetzlar
- Wilhelm-Reitz-Platz in Wetzlar
- 1975: Wilhelm-Leuschner-Medaille
- 1979: Großes Bundesverdienstkreuz mit Stern